# Интернет в Ватикане

Распределение адресного пространства IPv4 (Святой Престол)

Ватикан имеет собственный домен верхнего уровня .va, зарегистрированный в 1995 году, который находится в ведении Интернет-управления Святого Престола. Домен .va используется только для официальных учреждений Ватикана. Имеется ряд субдоменов, предназначенных исключительно для электронной почты, среди них — john.vatican.va (DNS и e-mail), michael.vatican.va (DNS), paul.vatican.va (e-mail), lists.vatican.va (e-mail) и vatiradio.va (e-mail).
Среди важнейших сайтов Ватикана:
- www.va
- www.vatican.va
- www.pcf.va
- www.news.va Архивная копия от 28 июня 2011 на Wayback Machine
- www.vaticanstate.va.

Сайт газеты L’Osservatore Romano, печатного органа Святого Престола — osservatoreromano.va, сайт Радио Ватикана — radiovaticana.va.
Сайты музеев Ватикана:
- museivaticani.va
- cappellasistina.va
- chapellesixtine.va
- capillasixtina.va
- sistinechapel.va
- sixtinischekapelle.va.

Указатель веб-сайтов служб и подразделений Святого Престола расположен на сайте Siti Internet Vaticani.